# La Joya, Durango
La Joya är en ort i Mexiko.   Den ligger i kommunen Poanas och delstaten Durango, i den centrala delen av landet, 700 km nordväst om huvudstaden Mexico City. La Joya ligger 1 895 meter över havet och antalet invånare är 1 826.
Terrängen runt La Joya är platt åt sydväst, men åt nordost är den kuperad. Runt La Joya är det ganska tätbefolkat, med 83 invånare per kvadratkilometer. Närmaste större samhälle är Vicente Guerrero, 11,5 km söder om La Joya. Trakten runt La Joya består i huvudsak av gräsmarker.